# Guachucal
Guachucal là một khu tự quản thuộc tỉnh Nariño, Colombia. Thủ phủ của khu tự quản Guachucal đóng tại Guachucal Khu tự quản Guachucal có diện tích 159 ki lô mét vuông. Đến thời điểm ngày 28 tháng 5 năm 2005, khu tự quản Guachucal có dân số 18410 người.